# Langenstein, Harz

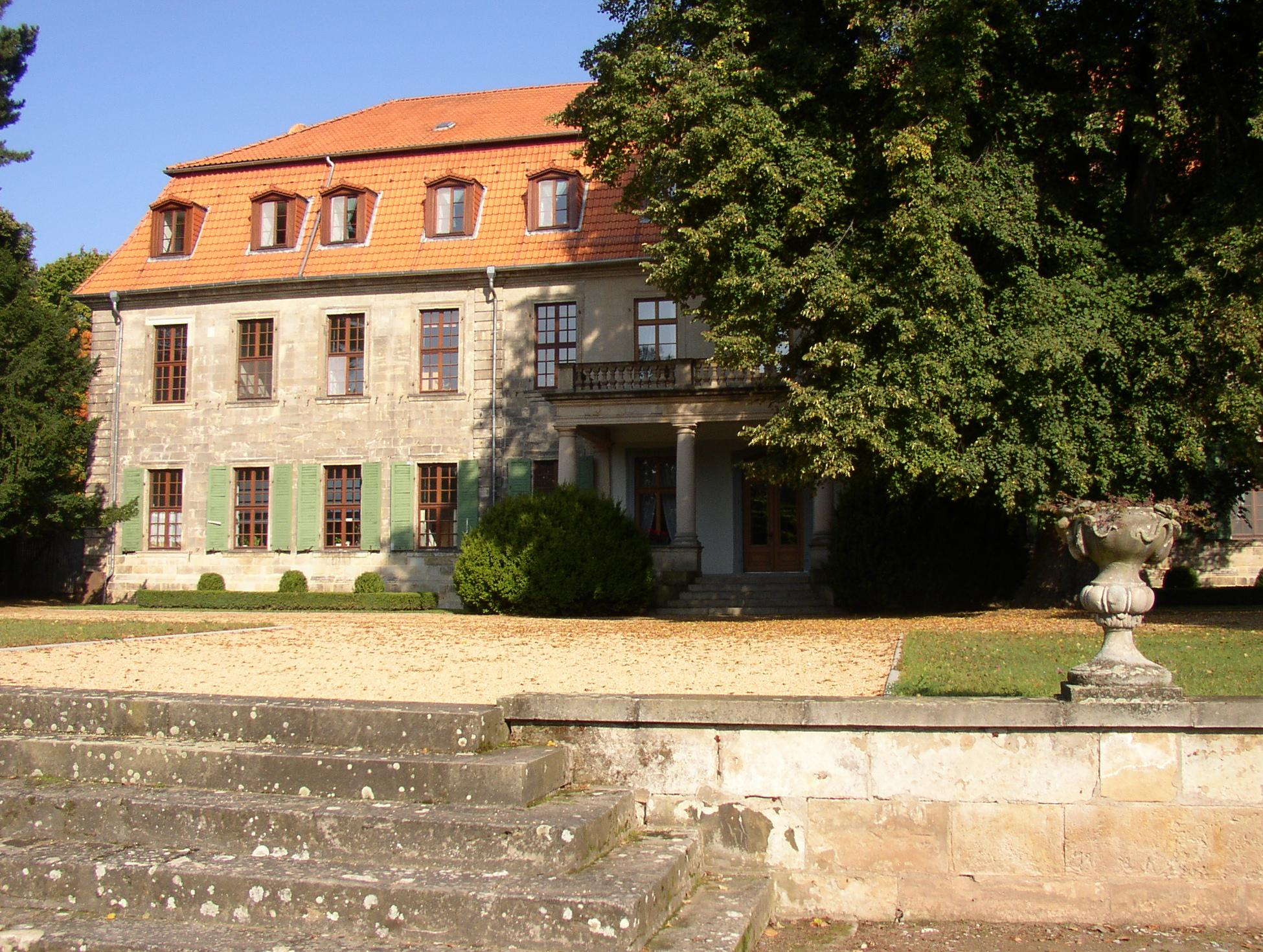
Cung điện

Langenstein là một đô thị thuộc huyện Harz, bang Sachsen-Anhalt, Đức. Đô thị Langenstein, Harz có diện tích 21,28 kilômét vuông, dân số thời điểm ngày 31 tháng 12 năm 2006 là 1929 người. Trại tập trung thời thế chiến II Langenstein-Zwieberge đã toạ lạc ở đây.